# ريتا ميلز
ريتا ميلز (بالإنجليزية: Rita Mills)‏ هي مغنية أسترالية، ولدت في 1934، وتوفيت في 2004.